# Selci
Selci is een gemeente in de Italiaanse provincie Rieti (regio Latium) en telt 1038 inwoners (31-12-2004). De oppervlakte bedraagt 7,8 km², de bevolkingsdichtheid is 143 inwoners per km².

## Demografie
Selci telt ongeveer 406 huishoudens. Het aantal inwoners steeg in de periode 1991-2001 met 6,7% volgens cijfers uit de tienjaarlijkse volkstellingen van ISTAT.
| Jaar | Inwoneraantal |
| ---- | ------------- |
| 1991 | 937           |
| 2001 | 1000          |

## Geografie
De gemeente ligt op ongeveer 204 m boven zeeniveau.
Selci grenst aan de volgende gemeenten: Cantalupo in Sabina, Forano, Tarano, Torri in Sabina.